# Björn Hedström
Björn Arnold Hedström, född 19 februari 1964 i Liberia (men räknad till Nyköpings östra församling i Södermanlands län där familjen var skriven), är en svensk sångare, känd från allsångsprogrammet Sjung min själ. 
Björn Hedström växte upp i Vetlanda och är son till missionärsparet Stig Hedström och Marianne, ogift Norman.
Från andra halvan av 1994 och fram till första halvan av 1996 sjöng han i dansbandet Anders Engbergs. Han deltog även i Melodifestivalen 1995 med melodin Du är drömmen jag drömt. Han var programledare för andliga TV-programmet Sjung min själ 2001–2002. Hedström grundade gospelkören Göteborg Gospel och drev kören som kvällskurs i omkring tio år.
Björn Hedström är sedan 1988 gift med Magdalena Öberg (född 1960). Sedan 2016 bor han med sin fru Magdalena i södra Frankrike, där de driver en kristen kursgård/semesterboende/retreatgård riktad främst mot en skandinavisk målgrupp.

## Diskografi
- 2003 - Tolkar andliga klassiker